# Hisataka Fujikawa
Hisataka Fujikawa (født 1. maj 1964) er en tidligere japansk fodboldspiller.
Han har spillet for flere forskellige klubber i sin karriere, herunder Nagoya Grampus Eight og JEF United Ichihara.